# J. Isabel Flores
J. Isabel Flores är en ort i Mexiko.   Den ligger i kommunen Zapotlanejo och delstaten Jalisco, i den centrala delen av landet, 400 km väster om huvudstaden Mexico City. J. Isabel Flores ligger 1 545 meter över havet och antalet invånare är 315.
Terrängen runt J. Isabel Flores är platt åt nordväst, men åt sydost är den kuperad. Terrängen runt J. Isabel Flores sluttar västerut. Runt J. Isabel Flores är det ganska tätbefolkat, med 96 invånare per kvadratkilometer. Närmaste större samhälle är Tonalá, 16,3 km väster om J. Isabel Flores. I omgivningarna runt J. Isabel Flores växer huvudsakligen savannskog.